# Mary Windeyer
Lady Mary Elizabeth Windeyer (28 de setembro de 1836 – 3 de dezembro de 1912) foi uma ativista australiana dos direitos da mulher, particularmente em relação ao sufrágio feminino em New South Wales, além de filantropa e organizadora de caridades.
Mary nasceu no dia 28 de setembro de 1836, em Hove, Sussex, Inglaterra, uma dos onze filhos do reverendo Robert Thorley Bolton e Jane Martha Ball. Em 8 de abril de 1839, o reverendo Bolton, sua esposa e seis filhos, incluindo Mary, deixaram Plymouth no barco Strathfieldsaye, chegando em Sydney, New South Wales, no dia 25 de julho de 1839. A família se mudou para Hexham, New South Wales, onde o reverendo Bolton atuou como ministro da Igreja de St. Stephen. Em 1863, o reverendo foi considerado pai de um filho ilegítimo.
Em 31 de dezembro de 1857, Mary se casou com William Charles Windeyer, na época advogado e repórter jurídico para o Empire. Coincidentemente, o mentor de William, Henry Parkes, emigrou para New South Wales no mesmo navio que Mary. William e Mary tiveram nove filhos entre 1859 e 1876, embora uma das crianças, Wilhelmina, tenha morrido na infância, com 1 ano de idade. Em 1874, assim como em 1876, Mary ficou seriamente doente, e nesses anos ficou com sua sogra, Maria Windeyer, na Tomago House, em Tomago, New South Wales.
Em 1874, Mary fazia parte de um grupo de mulheres ricas que fundaram o hospital para crianças abandonadas em Darlinghurst, com o objetivo inicial de reduzir o infanticídio, depois reorganizado para cuidar de mães com filhos ilegítimos. Eventualmente, o hospital virou The Infants' Home Child and Family Services.
Em 1879, Mary foi uma das fundadoras da Boarding Out Society, junto da Mrs. Marian Jefferis, Lady Marian Allen e a Mrs. Mary Ischam Garran. O objetivo da sociedade era ajudar a encontrar lares para as crianças, removendo-as de orfanatos estatais. Em 1881, o governo de New South Wales estabeleceu o Children's Relief Board, e Mary foi um dos primeiros membros do conselho.
A irmã de Mary, Anne Jane Bolton, foi uma das primeiras mulheres a fazer o exame público sênior em 1871, ganhando o prêmio Fairfax de melhor candidata. Mary foi membro do comitê de arrecadação de fundos para o estabelecimento do Women's College. Sir William esteve ativamente envolvido na University of Sydney, atuando como vice-chanceler de 1883 a 1887, fundador do Women's College e chanceler de 1895 a 1896.

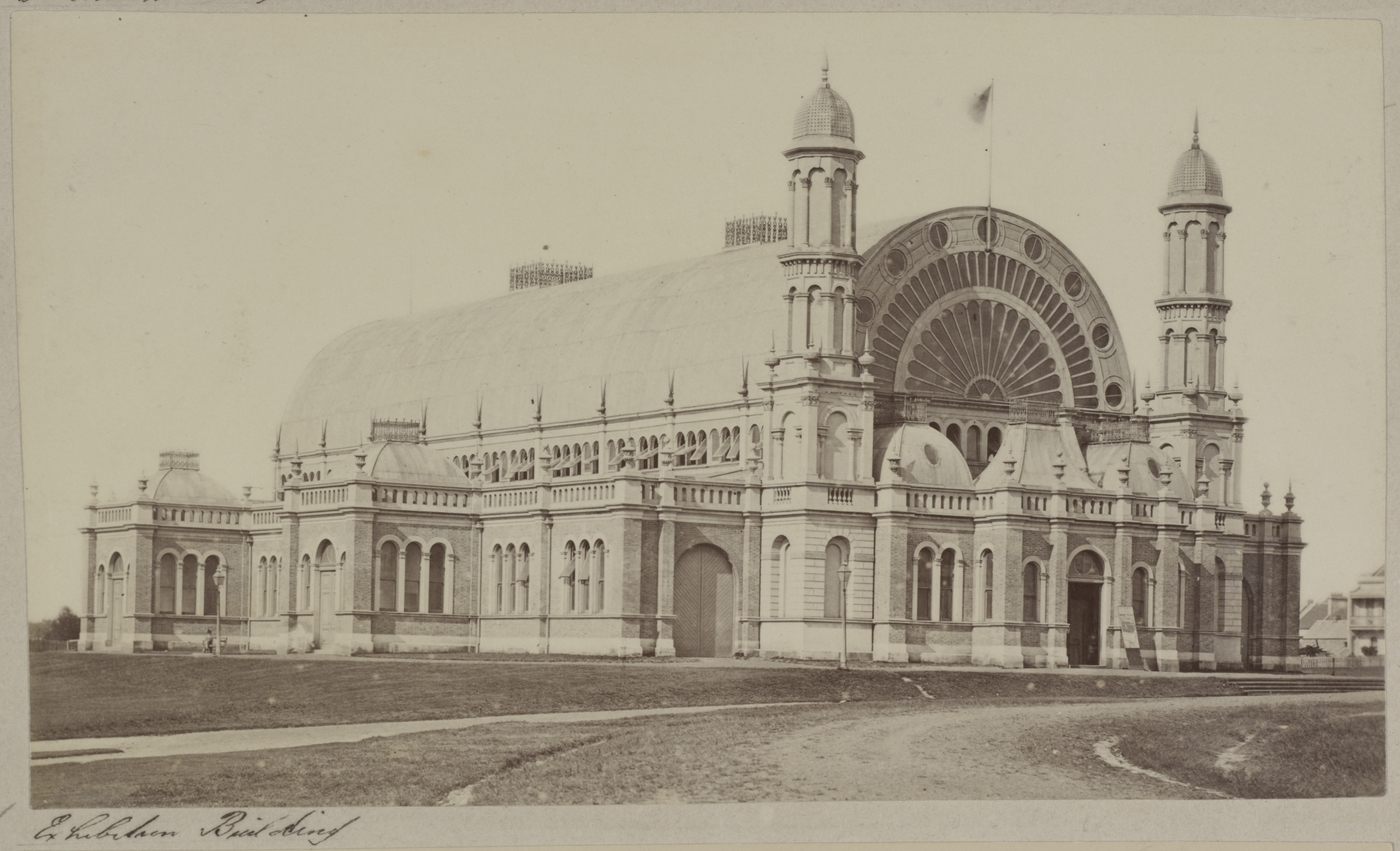
Centro de exposições, Prince Alfred Park, c. 1870

Em 1886, Mary e William visitaram a Inglaterra e, durante seu tempo lá, Mary ajudou a organizar a Feira Centenária e Exposição das Indústrias Femininas de 1888, que fez parte das comemorações do centenário da chegada da Primeira Frota. Maria era a delegada para lidar com "Exame educacional e concurso em línguas clássicas e modernas, composições originais em prosa e verso, trabalhos ambulantes, sericultura e o importante trabalho de cuidado de enfermos".
Mary era membro da Woman's Christian Temperance Union of New South Wales. Junto com Rose Scott, Mary foi a fundadora da Women's Literary Society of New South Gales, que se tornou na Womanhood Suffrage League of New South Wales, e Mary foi a presidente da fundação. Ela se tornou Lady Mary quando William foi nomeado cavaleiro em 1891.
Mary começou uma campanha por um hospital feminino em 1893, a fim de ajudar mulheres pobres e capacitar novas enfermeiras. A campanha foi bem sucedida quando, em 1895, o Dr. James Graham fundou o que viria a se tornar o Crown Street Women's Hospital, e Mary foi a primeira presidente do hospital.
Depois da morte de William, em 1897, Mary passou a viver na Tomago House. Mary morreu em Tomago no dia 3 de dezembro de 1912 aos 76 anos e sua propriedade foi avaliada em A£ 11 408, o equivalente a A$ 1 341 088 em 2016.